# Fluido corporal
Fluido corporal ou fluido biológico são líquidos originários dos corpos de pessoas vivas. Eles incluem os fluidos que são excretados ou secretados do corpo, bem como água corporal.
A água é o componente majoritário dos fluidos corporais. Aproximadamente 60-65% de água corporal está contido dentro das células (fluido intracelular). São fluidos corporais: